# كهوف مصر
هذة قائمة بكهوف مصر

## الكهوف
- محمية كهف وادي سنور
- كهف السباحين
- كهف الجارة
- كهف الوحوش
- كهف الملح (القرية البدوية)
- متحف رومل
- الثقب الأزرق (البحر الأحمر)
- كهف الكانيون
- محمية الجلف الكبير
- كهف القنطرة
- الكهوف البحرية بدهب
- كهف الملح (سيوة)
- كهف أبو حنين
- كهف ملح سلمان
- كهف وادي السناور
- كهوف وادي أبو صبيرة
- كهف سنور
- محمية كهف وادي سنور
- كهف الزرانيج
- كهف وادي الظلما
- كهف الثلج (مصر)